# Robert Hardy (Bischof)
Robert Maynard „Bob“ Hardy, CBE (* 5. Oktober 1936; † 9. April 2021) war ein britischer anglikanischer Theologe. Er war von 1987 bis 2002 Bischof von Lincoln in der Church of England.
Hardy wurde als Sohn von Harold und Monica Hardy geboren. Er besuchte die Queen Elizabeth Grammar School in Wakefield, West Yorkshire. Er studierte am Clare College der University of Cambridge.
1962 wurde er zum Diakon geweiht; 1963 folgte die Priesterweihe. Seine Priesterlaufbahn begann er von 1962 bis 1965 als Vikar (Curate) an der All Saints and Martyrs' Church in Langley, Greater Manchester. Anschließend war er von 1965 bis 1972 Kaplan (Chaplain) und Fellow am Selwyn College der University of Cambridge. Danach war er von 1972 bis 1975 Pfarrer (Vicar) an der All Saints Church in Borehamwood. Anschließend  war er Pfarrer (Priest-in-charge) in Aspley Guise in der Grafschaft Bedfordshire und Direktor (Director) des St Albans Diocese Ministerial Training Scheme.
1980 wurde er zum Bischof geweiht. Von 1980 bis 1987 war er als „Bischof von Maidstone“ Suffraganbischof in der Diözese Canterbury in der Church of England. Sein Nachfolger als Bishop of Maidstone wurde 1987 David Smith. Von 1985 bis 2001 war er außerdem Bishop to HM Prisons. Er war damit oberster Gefängnisseelsorger in Großbritannien und für die Durchführung der Gefängnisseelsorge in den Gefängnissen des Vereinigten Königreichs verantwortlich. 2001 übergab er dieses Amt an Peter Selby. 1987 wurde er, als Nachfolger von Simon Phipps, der Bischof von Lincoln in der Church of England. Im Oktober 2001 ging er in den Ruhestand. Sein Nachfolger als Bischof von Lincoln wurde John Saxbee. Nach seinem Ruhestand wirkte er seit 2002 als Ehrenamtlicher Hilfsbischof (Honorary Assistant Bishop) in der Diözese von Carlisle.
Hardy wurde am 16. Juni 2001 in der alljährlichen Birthday-Honours-Liste zum Commander des Order of the British Empire ernannt, „in Anerkennung seiner Verdienste für die Church of England und für Gefangene“ (for services to the Church of England, and to Prisoners).
Hardy heiratete 1970 seine Ehefrau Isobel Burch. Aus der Ehe gingen drei Kinder hervor, zwei Söhne und eine Tochter.

## Mitgliedschaft im House of Lords
Hardy gehörte in seiner Eigenschaft als Bischof von Lincoln von Ende November 1992 bis Ende Oktober 2001 bis zu seinem Ruhestand als Bischof von Lincoln als Geistlicher Lord dem House of Lords an.
Im Hansard sind insgesamt 46 Wortbeiträge Hardys aus den Jahren von 1994 bis 2001 dokumentiert. Seine erste im Hansard dokumentierte Wortmeldung erfolgte am 12. Januar 1994 in einer Debatte über die Darstellung von Pornografie und die Auswirkungen von Gewaltdarstellungen im Fernsehen. Am 11. Juli 2001 meldete er sich während seiner Amtszeit im House of Lords im Rahmen einer Debatte zum Strafvollzug zuletzt zu Wort.